# Bloqueio francês do rio da Prata

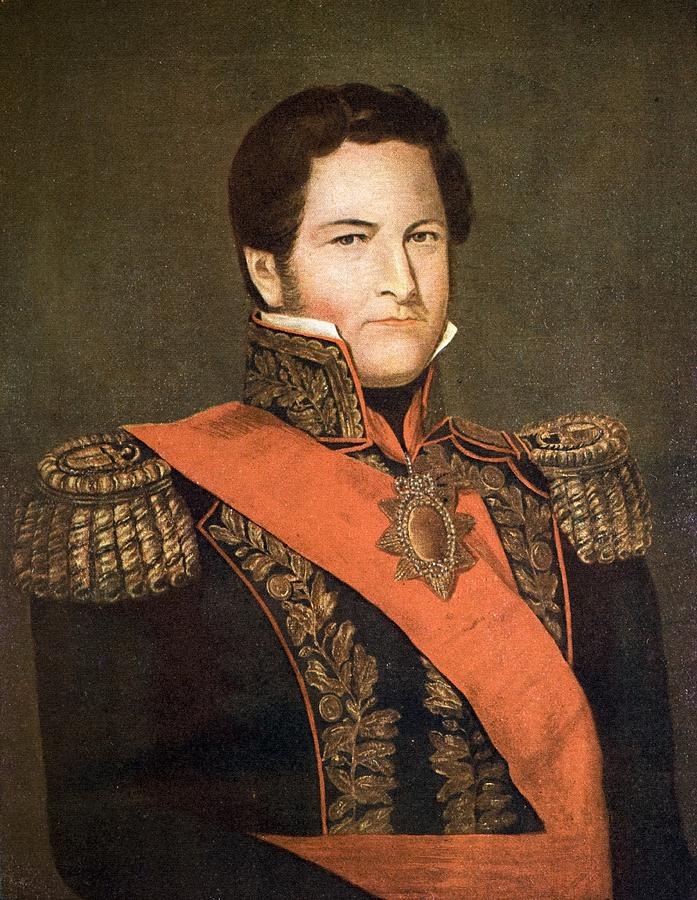
1841 retrato de Cayetano Descalzi do argentino Juan Manuel de Rosas, que saiu vitorioso no conflito contra a França.

O bloqueio francês do Río de la Plata foi um bloqueio naval de dois anos entre 28 de março de 1838 e 29 de outubro de 1840 imposto pela França à Confederação Argentina governada por Juan Manuel de Rosas. Fechou Buenos Aires ao comércio naval. Foi imposto em 1838 para apoiar a Confederação Peru-Boliviana na Guerra da Confederação, mas continuou após o fim da guerra. A França não usou forças terrestres, mas aproveitou a Guerra Civil Uruguaia e as Guerras Civis Argentinas, apoiando Fructuoso Rivera e Juan Lavalle contra Manuel Oribe e Rosas. 
Depois de dois anos sem os resultados esperados, a França assinou o tratado Mackau-Arana com a Confederação Argentina, encerrando as hostilidades.

## Desenvolvimento

### Início do bloqueio
O Supremo Protetor da Confederação Andrés de Santa Cruz apoiava o livre comércio com os europeus, assim como com os unitaristas, enquanto Rosas era líder dos Federados. Rosas mais tarde declararia guerra contra a Confederação por abrigar líderes unitários, no entanto, isso não se desenvolveu favoravelmente para a Argentina, e o cônsul francês Aimé Roger mudou-se para Buenos Aires para solicitar a capitulação da Argentina. Ele exigiu que dois cidadãos franceses fossem libertados da prisão. Esses foram César Hipólito Bacle, que havia vendido cartografia argentina à Bolívia, e Pedro Lavié, que havia roubado de um regimento em Dolores. Também foi exigido que outro par fosse dispensado do serviço militar e que a França recebesse a condição de "nação mais favorecida". Esta designação proporcionaria privilégios comerciais, semelhantes aos concedidos por Bernardino Rivadavia à Grã-Bretanha. Embora os pedidos fossem leves, Rosas considerou que eles apenas serviriam de precedente para uma maior interferência francesa nos assuntos internos da Argentina e se recusou a atendê-los. Como resultado, a França iniciou um bloqueio naval sobre Buenos Aires. O almirante francês Louis François Jean Leblanc começou em 28 de março de 1838.
Rosas aproveitou os interesses britânicos na zona. O ministro Manuel Moreno apontou ao Ministério do Exterior Inglês (Foreign, Commonwealth and Development Office) que o comércio entre Argentina e Grã-Bretanha estava sendo prejudicado pelo bloqueio francês e que seria um erro da Grã-Bretanha apoiar o bloqueio. A França subestimou a chance de ter tais problemas com seu aliado europeu, contando com que o bloqueio seria curto e Rosas seria forçada a deixar o governo em pouco tempo. Eles julgaram que o povo aproveitaria a oportunidade para se posicionar contra Rosas, mas subestimaram sua popularidade. Com a nação sendo ameaçada por duas potências europeias e dois países vizinhos aliados a eles, a lealdade patriótica aumentou a ponto de até mesmo alguns unitaristas notáveis que haviam fugido para Montevidéu voltaram ao país para oferecer sua ajuda militar, como Soler, Lamadrid e Espinosa. José de San Martín, que vivia na França, escreveu uma carta a Rosas dando-lhe todo o seu apoio. San Martín repudiou os unitaristas que se aliaram a um país estrangeiro contra sua própria nação, dizendo que "tal crime, nem mesmo a tumba pode fazê-lo desaparecer". Ele também ofereceu seus serviços a Rosas na guerra, que recusou porque San Martín tinha mais de 60 anos.

### Tentativas de secessão
As coisas se complicaram para a França com o passar do tempo: Andrés Santa Cruz foi enfraquecendo, a estratégia de Moreno estava dando frutos e os próprios franceses começaram a duvidar de manter um conflito que consideravam curto. Mais ainda, a Grã-Bretanha não permitiria que os franceses enviassem tropas, pois não queriam que um competidor europeu ganhasse força territorial na zona. Domingo Cullen, governador de Santa Fé em substituição ao doente López, considerou que Rosas havia nacionalizado um conflito que envolvia apenas Buenos Aires, e propôs aos franceses separar Santa Fé, Córdoba, Entre Ríos e Corrientes, formando um novo país que os obedeceria, se o bloqueio naval foi poupado a este novo país. Para completar o movimento da pinça, A França precisaria de outro exército atacando Rosas pelo leste. Para isso, a França ajudou Fructuoso Rivera contra o presidente uruguaio Manuel Oribe, que foi forçado a renunciar. Oribe fugiu para Buenos Aires, e Rosas o recebeu como presidente legítimo do Uruguai, negando tal reconhecimento a Rivera. A França também assumiu o controle da estratégica ilha Martín García.
A aliança entre Cullen e Rivera não aconteceu, pois Juan Pablo López, irmão de Estanislao López, derrotou Cullen e o expulsou da província. Cullen fugiu para Córdoba e depois para Santiago del Estero, mas o governador Felipe Ibarra queria ficar com boas relações com Rosas, por isso capturou Cullen para ele. No norte, Andrés Santa Cruz foi derrotado pelo exército chileno na Batalha de Yungay, e a Confederação Peru-Boliviana deixou de existir. Agora Rosas estava livre para concentrar toda a sua atenção no bloqueio francês e em Rivera.

### Lavalle se junta à guerra
Rivera foi instado pela França a tomar medidas militares contra Rosas, mas relutou em fazê-lo, visto que os franceses subestimaram sua força, ainda mais após a derrota de Santa Cruz. No papel, Rivera deveria cruzar o rio Paraná com 600 homens, Entre Ríos se juntaria imediatamente à resistência contra Rosas e o exército cresceria para 6 mil homens, o mesmo aconteceria em Santa Fé e o tamanho do exército seria duplicado, e então atacaria Buenos Aires com o apoio da marinha francesa, cuja população se revoltaria contra Rosas. Os franceses e unitaristas acreditavam nesse cenário, mas Rivera sabia que o apoio popular a Rosas era genuíno, então enviar um pequeno exército a Buenos Aires estaria fadado ao fracasso.
Como Rivera não agiu, elegeram Juan Lavalle para liderar o ataque, que compartilhava do otimismo unitarista sobre o destino de um pequeno exército. Ele pediu para não dividir o comando com Rivera e, como resultado, eles lideraram seus próprios exércitos. Seu ataque iminente foi apoiado por conspirações em Buenos Aires, lideradas por ex-membros da Associação de Maio. O membro mais notável da conspiração foi Ramón Maza, filho do ex-governador Manuel Vicente Maza, que obteve apoio militar. Como Lavalle estava se atrasando, eles desenvolveram um novo plano: Pedro Castelli e Nicolás Granada fariam uma revolta em Tapalqué, enquanto os militares da cidade matavam Rosas, Manuel Maza assumia o governo e permitia que Lavalle tomasse a cidade. O enredo foi descoberto pelo Mazorca, mas Rosas pensou que Manuel Maza era inocente e levado para as terras de seu filho, então ele o exortou a deixar o país. Não podia: Martínez Fontes, um dos militares que se intrometeu na trama, revelou publicamente. A comoção popular foi grande e as pessoas foram às ruas exigindo a execução das pessoas envolvidas. Ramón Maza foi executado e seu pai foi morto em seu escritório pelo Mazorca. No entanto, Pedro Castelli tentou fazer uma rebelião no campo. O povo não o seguiu e ele também foi executado.

### Fim do bloqueio
A agitação entre a Grã-Bretanha e a França começou a aumentar. Lord Sandon fez críticas à França no Parlamento britânico em 19 de março de 1839. Ele disse que a França estava atacando um país estrangeiro apenas por não ter assinado um tratado e que havia derrubado Oribe do poder sem estar em guerra com o Uruguai. Lushington acrescentou que as pretensões francesas eram injustificadas e nunca teriam sido aplicadas contra um país com meios para se defender.
Rosas não esperou ser atacado e ordenou a Pascual Echagüe que cruzasse o Paraná e estendesse a guerra ao Uruguai. Os exércitos uruguaios se dividem: Rivera volta para defender Montevidéu e Lavalle muda-se sozinho para Entre Ríos. Ele convocou todas as pessoas a se posicionarem contra Rosas, independentemente da cor ou das idéias políticas, mas encontrou forte resistência, então se mudou para Corrientes para se juntar ao governador Ferré. Ferré derrotou López e Rivera derrotou Echagüe, deixando Lavalle um caminho livre para Buenos Aires. No entanto, a essa altura, a França já havia desistido de confiar na eficácia do bloqueio, pois o que se pensava ser um conflito fácil e curto estava se transformando em uma longa guerra, sem a garantia de uma vitória final. O almirante Leblanc foi substituído por Dupotet, com novas ordens para negociar a paz com a Confederação de forma honrosa. Essas negociações incluiriam o embaixador britânico Mandeville. Como parte do tratado de paz, a França solicitou novamente o status de "nação mais favorecida" do pedido inicial, mas permitindo um status semelhante para a Confederação pela França.
Como resultado, a França removeu o apoio financeiro a Lavalle. Ele também não encontrou ajuda nas cidades locais e houve forte deserção em suas fileiras. Buenos Aires estava pronto para resistir ao seu ataque militar, mas a falta de apoio o obrigou a desistir e retirar-se do campo de batalha, sem iniciar qualquer batalha. Seu exército escapou em desordem para o norte e ele morreu em um confuso episódio em San Salvador de Jujuy.